# Bob Sawyer
Pour les articles homonymes, voir Sawyer.
Bob Sawyer fut un éphémère guitariste du groupe de heavy metal britannique Iron Maiden en 1976, qui remplaça le guitariste des débuts Terry Rance. Sawyer et d'autres membres du groupe furent virés après que le chanteur Dennis Wilcock fut arrivé à persuader le fondateur Steve Harris de mettre de l'ordre dans le groupe.